# جون هوكينز أندرسون
جون هوكينز أندرسون (بالإنجليزية: John Hawkins Anderson)‏ هو سياسي كندي، ولد في 1805، وتوفي في 24 ديسمبر 1870. حزبياً، نشط في الحزب الليبرالي الكندي. وقد انتخب عضو مجلس الشيوخ الكندي.